# TV5MONDE

TV5MONDEのロゴ

TV5MONDE（テヴェサンクモンド）はフランス語で放送されている国際テレビネットワーク。

## 概要
1984年1月に開局。主にフランス語圏諸国の人気番組や、ニュース、映画、アニメなどが中心である、TV5MONDEはBBCワールドニュース、CNN、MTVに次ぐ世界で4番目の規模を誇るテレビチャンネルである。
「TV5」の「5」はフランス語圏の5つのTVネットワーク（TF1、フランス2、フランス3、RTBF（ベルギー）、テレヴィジオン・スイス・ロマンド（スイス））によって設立されたことに由来する。
フランス・テレビジョンの傘下にあり、France 24やRFI等を傘下に持つ政府所有の国際放送統括会社フランス・メディア・モンド社と友好関係にある。
放送地域をフランス、ヨーロッパ、アフリカ、インド・パキスタン、中東、アジア太平洋地域、アメリカ、南米と、カナダの特にフランス語を主に使用する地域に向けたものに分けて放送している他、
公式HP上や公式アプリ上でニュース専門チャンネル(TV5MONDE INFO)や子供向けチャンネル(TIVI5)、ファッション専門チャンネル(STYLE)、そしてフランス語コンテンツのVODを配信している。
2015年4月8日夜（現地）にはISIL（IS）を名乗る組織からハッカーテロが発生。テレビ放送どころか、すべてのSNSサイトが運営できなくなった。影響は9日夕方まで及んだ。
「MONDE」はフランス語で「世界」の意。

## 日本での展開
まず2000年にSKY PerfecTV!（スカパー!）において放送を開始したが、日本国内の配信元（レ ザミ ヅ テーベー）のトラブルにより数ヶ月で終了した。
その後、2003年から日本BS放送がプラット・ワン（東経110度CSデジタル放送）において時間限定で放送を行った。しかし2006年に日本BS放送がCS放送から撤退するのに伴い放送終了。
2005年9月よりオンラインティーヴィ（現・アイキャスト）が「4th MEDIA テレビサービス」で配信開始。ひかりTVへのサービス統合後も配信を行っている。また、2007年6月からインターネットを通じた配信を開始（月額1200円　BBブロードキャストのインストールが必要）。
2009年9月に、日本の生活時間帯に合わせて編成された新チャンネルTV5MONDEPacificの放送を開始。
2009年12月には、日本語字幕放送を開始。現在一日6~8時間の番組が日本語字幕付きで放送されている。
大学などの教育機関やオフィス、ホテルなどの法人向けサービスも展開をしている。
特にこの分野では東京都心部に位置するケーブルテレビ局である東京ケーブルネットワークと協力関係にあり、同局の協力のもと、2005年12月よりマンダリンオリエンタル東京へサービス提供を開始したことを皮切りに都心部への展開を果たしている。
2012年4月1日より、ジャパンケーブルキャスト株式会社の提供するJC-HITSを通じて、全国16のケーブルテレビ局で放送を開始した（一部の局では同年5月より）。また、同社運営チャンネルのチャンネル700にて、月～金曜の朝9:30～10:00の間に放送されている。
2020年8月21日より、日本テレビ系の定額制動画配信サービスであるHuluにて、本チャンネルの24時間同時配信を開始した。